# マルジュ・ダービクの戦い
マルジュ・ダービクの戦い（マルジュ・ダービクのたたかい、معركة مرج دابق Ma'rakat Marj Dābiq）は、1516年8月24日にシリア北部ハラーブ近郊マルジュ・ダービク（ダービク平原）で行われたオスマン帝国とマムルーク朝の戦い。

## 背景
セリム1世率いるオスマン帝国の遠征軍がシリアに入ったという一報を受けて、1516年8月、マムルーク朝のスルタン・カーンスーフ・アル＝ガウリーは、自らスルタン親衛隊の先頭に立ってアレッポを出発、ダービク草原に布陣した。マムルーク軍の右翼の先頭はダマスカスの太守サイ・ベイであり、左翼の先頭は、アレッポ太守ハーイル・ベイであった。中央の本軍は総司令スウードン・アルアジャミーの指揮下にあった。オスマン帝国側は、戦いに先立ってガウリーと不仲であったハーイル・ベイに対して寝返るように工作を行い、すでに内応の約束を取り付けた状態で戦いに臨んだ。

## 経過
8月24日の早朝からオスマン軍が先に攻撃を仕掛けて戦いが始まった。戦闘は中央軍の総司令スウードンの突撃によって開始され、これに続いて右翼のサイ・ベイが突撃した。マムルーク騎士の突進によって、オスマン軍の足並みが乱れた。この突撃はすさまじく、約2万のオスマン軍の将兵が戦死したと伝えられ、さすがのセリム1世も隊列を立て直すために一時退却を考えたほどであった。
ところが、ここで左翼を率いるハーイル・ベイが約束通り寝返った。ハーイル・ベイは寝返ったことを隠してマムルーク陣中に「スルタンは、古参のマムルーク兵部隊のみが戦闘を続け、他の部隊は追って命令のあるまで戦闘を停止せよ。」と命じているとふれ回り、このためにマムルーク古参兵部隊の士気は一気に落ち込んでしまった。更に総司令スウードンと右翼軍のサイ・ベイがともに戦死したのでマムルーク軍の士気はますます落ち込み、指揮官を失った中央本軍と右翼は退却し始めた。
ハーイル・ベイは退却するふりを見せつつ、さらに「スルタン、アル＝ガウリーは殺され、我軍は敗れた。逃げろ逃げろ。敵は諸君を包囲しようとしているぞ。」と大声で叫びまわったので、マムルーク軍は潰走しはじめた。しかし、アル＝ガウリーは実際には健在で、敗走する軍を立て直そうと「今こそ勇気を出せ。戦うのは今だ。一時の辛抱だ」と叫んだが、誰一人として耳をかす者はなく皆必死になって逃走した。武器部長のタムラーズがスルタンに自軍の敗北と脱出を進言すると、スルタン、アルガウリーは、ショックのあまり脳溢血をおこして半身不随になり、逃げるために一時は馬に乗ったものの、まもなく死亡した。スルタン・アルガウリー死亡の報はオスマン軍にたちまち伝わり、彼らは潰走するマムルーク軍に襲いかかった。セリム1世は、アルグーリーの天幕から武器、金銀貨、宝物、食料など戦利品を手中にした。オスマン軍がマムルーク軍から手にした戦利品は莫大なものだったという。
この戦いにオスマン帝国側は従来の騎兵だけではなく、常備の歩兵軍団であるイェニチェリを投入し、彼らを大砲・鉄砲で武装させていたのに対し、マムルーク朝側はそれまでの騎兵戦術に固執し、またその武具も旧態依然として弓矢、刀剣、槍などに頼っていた。加えて、マムルーク軍内にはオスマン側の内応工作の手が伸びていた。オスマン帝国は火砲の圧倒的火力を用意し、さらに周到な根回しを行った上で戦いに臨んでいた訳であり、見方によっては既に勝敗は決していたといえる。

## 影響
この戦いの敗北はマムルーク朝にとって決定的なダメージとなったばかりか、オスマン帝国の遠征軍の勢いをより増す結果になり、翌年には本拠地であるカイロも陥落、マムルーク朝は滅亡することになる。